# Consonne fricative épiglottale voisée
La consonne fricative épiglottale voisée est un son consonantique assez peu fréquent dans les langues parlées. Le symbole dans l'alphabet phonétique international est [ʢ].
Quoique toujours placée dans les fricatives, cette consonne peut parfois être considérée comme une spirante, et écrite [ʢ̞]. On notera toutefois que la distinction entre fricatives et spirantes ne s'applique pas à ce point d'articulation.

## Caractéristiques
Voici les caractéristiques de la consonne fricative épiglottale voisée :
- Son mode d'articulation est fricatif, ce qui signifie qu’elle est produite en contractant l'air à travers une voie étroite au point d’articulation, causant de la turbulence.
- Son point d'articulation est épiglottal, ce qui signifie qu'elle est articulée avec l'épiglotte contre le pharynx.
- Sa phonation est voisée, ce qui signifie que les cordes vocales vibrent lors de l’articulation.
- C'est une consonne orale, ce qui signifie que l'air ne s’échappe que par la bouche.
- Parce qu'elle est prononcée dans la gorge, sans un organe à l'intérieur de la bouche, la dichotomie central/latéral ne s'applique pas.
- Son mécanisme de courant d'air est égressif pulmonaire, ce qui signifie qu'elle est articulée en poussant l'air par les poumons et à travers le chenal vocatoire, plutôt que par la glotte ou la bouche.

## En français
Le français ne possède pas le [ʢ].

## Autres langues
L'Arabe possède des dialectes faisant usage de ce phonème.